# Lac Tassialouc
Lac Tassialouc är en sjö i Kanada.   Den ligger i regionen Nord-du-Québec i provinsen Québec, i den östra delen av landet, 1 500 km norr om huvudstaden Ottawa. Lac Tassialouc ligger 173 meter över havet. Arean är 178 kvadratkilometer.[källa behövs] Den sträcker sig 21,8 kilometer i nord-sydlig riktning, och 25,0 kilometer i öst-västlig riktning.
Trakten runt Lac Tassialouc består i huvudsak av gräsmarker. Trakten runt Lac Tassialouc är nära nog obefolkad, med mindre än två invånare per kvadratkilometer.